# Arnon Milchan
Pour les articles homonymes, voir Arnon (homonymie).
Arnon Milchan est un producteur, espion et marchand d'armes israélo-américain,  né le 6 décembre 1944, en Palestine.

## Biographie
Arnon Milchan est né à Rehovot, en Israël. À la mort de son père, âgé de 21 ans, il hérite de la société fondée par celui-ci et spécialisée dans la production d'engrais et de fertilisants. Il est diplômé de la London School of Economics.
Milchan a été marié une première fois au mannequin français Brigitte Jeanmaire. Après son divorce, il épouse en secondes noces la joueuse de tennis sud-africaine Amanda Coetzer. Arnon Milchan aurait obtenu le renouvellement de son visa américain et la prolongation d’une loi d’exemption fiscale.

### Carrière cinématographique
Milchan s'est lancé dans l'industrie cinématographique en 1977, après sa rencontre avec le producteur Elliot Kastner. Il a fondé la société de production New Regency Productions.  Il compte plus de 130 films à son actif en tant que producteur, dont de nombreux succès comme Il était une fois en Amérique, Brazil, JFK, Pretty Woman, Tueurs nés, Fight Club, L.A. Confidential, Twelve Years a Slave, Bohemian Rhapsody.

### Agent secret
Il aurait été agent secret pour le compte d'Israël. Selon la biographie non officielle publiée sur lui par les journalistes Meir Doron et  Joseph Gelman, il aurait été recruté par le Lakam afin d'obtenir un support technologique et du matériel dans le cadre du programme israélien de recherches nucléaires.

## Filmographie
- 1977 : Black Joy
- 1978 : La Grande Menace (The Medusa Touch)
- 1979 : Dizengoff 99
- 1983 : La Valse des pantins (The King of Comedy)
- 1984 : Il était une fois en Amérique (Once Upon a Time in America)
- 1985 : Brazil
- 1985 : Legend
- 1986 : Stripper (en)
- 1987 : Man on Fire
- 1989 : Big Man on Campus
- 1989 : Mais qui est Harry Crumb ? (Who's Harry Crumb?)
- 1989 : La Guerre des Rose (The War of the Roses)
- 1990 : Pretty Woman
- 1990 : Contre-enquête (Q & A)
- 1991 : La Liste noire (Guilty by Suspicion)
- 1991 : Dans la peau d'une blonde (Switch)
- 1991 : JFK
- 1992 : Les Aventures d'un homme invisible (Memoirs of an Invisible Man)
- 1992 : Les Mambo kings (The Mambo Kings)
- 1992 : La Puissance de l'ange (The Power of One)
- 1992 : Piège en haute mer (Under Siege)
- 1992 : That Night
- 1993 : Entre ciel et terre (Heaven & Earth)
- 1993 : Sommersby
- 1993 : Chute libre (Falling Down)
- 1993 : Made in America
- 1993 : Mon ami Willy (Free Willy)
- 1993 : Piège en eaux troubles (Striking Distance)
- 1993 : The Nutcracker
- 1993 : Six degrés de séparation (Six Degrees of Separation)
- 1994 : Free Willy (série TV)
- 1994 : Le Client (The Client)
- 1994 : Tueurs nés (Natural Born Killers)
- 1994 : Le Père adoptif (Second Best)
- 1994 : The New Age
- 1994 : Cobb
- 1995 : Avec ou sans hommes (Boys on the Side)
- 1995 : Piège à grande vitesse (Under Siege 2: Dark Territory)
- 1995 : Sauvez Willy 2 (Free Willy 2: The Adventure Home)
- 1995 : Empire Records
- 1995 : Copycat
- 1995 : Heat
- 1996 : The Sunchaser
- 1996 : Otages en balade (Carpool)
- 1996 : Le Droit de tuer ? (A Time to Kill)
- 1996 : Tin Cup
- 1996 : Bogus
- 1996 : Leçons de séduction (The Mirror Has Two Faces)
- 1997 : Meurtre à la Maison-Blanche (Murder at 1600)
- 1997 : L.A. Confidential
- 1997 : Sauvez Willy 3 (Free Willy 3: The Rescue)
- 1997 : L'Associé du diable (The Devil's Advocate)
- 1997 :  Breaking Up
- 1997 : L'Homme qui en savait trop... peu (The Man Who Knew Too Little)
- 1998 : La Courtisane (Dangerous Beauty)
- 1998 : La Cité des anges (City of Angels)
- 1998 : Goodbye Lover
- 1998 : Négociateur (The Negotiator)
- 1999 : Simplement irrésistible (Simply Irresistible)
- 1999 : Le Songe d'une nuit d'été (A Midsummer Night's Dream)
- 1999 : Haute-voltige (Entrapment)
- 1999 : Liaison mortelle (The Hunt for the Unicorn Killer) (TV)
- 1999 : Fight Club
- 2000 : Noriega : L'Élu de Dieu (Noriega: God's Favorite) (TV)
- 2000 : Il suffit d'une nuit (Up at the Villa)
- 2000 : Big Mama (Big Momma's House)
- 2000 : Tigerland
- 2001 : Va te faire voir Freddy! (Freddy Got Fingered)
- 2001 : The Lone Gunmen
- 2001 : Une virée en enfer (Joy Ride)
- 2001 : Pas un mot (Don't Say a Word)
- 2001 : Le Chevalier Black (Black Knight)
- 2001 : Super papa (Joe Somebody)
- 2002 : Crimes et pouvoir (High Crimes)
- 2002 : 7 jours et une vie (Life or Something Like It)
- 2002 : Infidèle (Unfaithful)
- 2003 : Daredevil
- 2003 : Bye Bye Love (Down with Love)
- 2003 : Le Maître du jeu (Runaway Jury)
- 2004 : The Girl Next Door (The Girl Next Door)
- 2004 : Man on Fire
- 2004 : Des étoiles plein les yeux (First Daughter)
- 2005 : Elektra
- 2005 : Mr. et Mrs. Smith (Mr. & Mrs. Smith)
- 2005 : Les Mots retrouvés (Bee Season)
- 2005 : Stay
- 2006 : Big Mamma 2 (Big Momma's House 2)
- 2006 : Sexy Movie (Date Movie)
- 2006 : The Sentinel
- 2006 : Lucky Girl (Just My Luck)
- 2006 : Ma Super Ex (My Super Ex-Girlfriend)
- 2006 : La Fontaine (The Fountain)
- 2007 : Big Movie (Epic Movie)
- 2008 : Marley & Moi de David Frankel (producteur exécutif)
- 2010 : Night and Day (Knight and Day) (producteur exécutif)
- 2011 : Bienvenue à Monte-Carlo (Monte Carlo) de Thomas Bezucha
- 2014 : Noah de Darren Aronofsky
- 2015 : True Story de Rupert Goold
- 2015 : The Revenant d'Alejandro González Iñárritu
- 2016 : Assassin's Creed de Justin Kurzel
- 2018 : Bohemian Rhapsody de Dexter Fletcher
- 2022 : Eaux profondes (Deep Water) d'Adrian Lyne
- 2022 : Amsterdam de David O. Russell
- 2022 : Barbare (Barbarian) de Zach Cregger
- 2024 : Mr. et Mrs. Smith (Mr. & Mrs. Smith) (série TV)

## Prix et distinctions
- 2011 : Prix Raimondo Rezzonico au festival du film de Locarno